# 森林生存记
《森林生存记》（英語：A Jungle Survivor），前名為《森林生存计》，2020年新加坡職场劇，亦是新加坡新传媒年度办公室政治連續劇。此剧於2020年11月11日在新传媒8频道首播，並上架於Youtube、meWatch及Astro AEC播出。此剧也被称为“新加坡版夫妻的世界”。过后趁势推出了总共5集的番外篇《实习生的生存记》（英語：Interns' Survivor Guide），由Focus担任主角。

## 播出時間

### 首播
| 頻道                    | 所在地   | 首播日期       | 播出時間                 |
| ----------------------- | -------- | -------------- | ------------------------ |
| 新传媒8频道             | 新加坡   | 2020年11月11日 | 星期一至五 21:00 - 22:00 |
| Astro AEC、Astro AEC HD | 马来西亚 | 2020年11月11日 | 星期一至五 20:30 - 21:00 |

### 重播
| 頻道                    | 所在地   | 播出日期       | 播出時間                 |
| ----------------------- | -------- | -------------- | ------------------------ |
| Astro AEC、Astro AEC HD | 马来西亚 | 2020年11月11日 | 星期一至五 23:00 - 00:00 |
| 新传媒8频道             | 新加坡   | 2020年11月12日 | 星期一至五 08:00 - 09:00 |
| Astro AEC、Astro AEC HD | 马来西亚 | 2020年11月12日 | 星期一至五 13:00 - 14:00 |
| 新传媒8频道             | 新加坡   | 2021年7月5日   | 星期一至五 17:30 - 18:30 |
| 新传媒8频道             | 新加坡   | 2023年3月19日  | 星期六至日 16:30 - 18:30 |

## 劇情大綱
唐若琪与江永熙结婚十多年，两人育有一女江子宁。唐若琪本与江永熙本有一段幸福美满的婚姻，却从闺蜜口中得知丈夫与一陌生女人（程雅莉 Olivia）拥有一段面具之后的奸情。唐若琪顿感极其愤怒，势必报复小三。唐若琪毅然加入凯亿集团，与小三展开明争暗斗。糟糕的是，她还要面对公司内性格各异、尚未知善恶的同事们。唐若琪究竟想干什么？她又会怎样处理与“最爱”和“仇敌”之间的关系？这部剧的剧情围绕于职场及情场，讲述职场犹如一座充满珍禽异兽的森林，以写实却轻松又创新的方式，演绎各式各样的员工怎么在职场中成功“生存”下来。

## 演員列表

### 领衔主演
| 演員   | 角色          | 介紹 |
| 林慧玲 | 唐若琪        | 凯亿集团员工→成伟集团员工 还未结婚之前是一位职场高手，和江永熙结为夫妻后便在家相夫教子，为生活重心。但程雅莉的介入导致婚姻一夕破碎。為了与永熙复合，給子宁一个完整的家而投入职场，并和上司程雅莉抗衡。 加入凯亿集团，她唯一想追求的，就是江永熙。曾经受了伤，却还是坚持上班，令程雅莉误会在故意陷害她。欺骗江永熙自己脚受伤、怀孕（实则荷尔蒙导致的假怀孕现象），并假装因压力太大而流产，以博取关爱。过后与永熙离婚。 代表森林动物：小狗→大狗→白狼→灰狼 |
| 方展发 | 江永熙        | 凯亿集团总裁 Boss 重感情，优柔寡断，拖泥带水，时常犹豫不决，无法做出选择。唐若琪老公。觉得太太了解自己，两人没有共同的话题，也没有给他所需要的，而把爱情给了Olivia。与若琪离婚后就辞职，带雅丽去旅行。 代表动物：绵羊 |
| 陈凤玲 | 程雅莉 Olivia | 凯亿集团副总裁 她曾经是黑社会的一分子。外表斯文，没人看得透她的內心世界。是一个很成功的事业女性，生存能力极强，感应到危机会不折手段地对付他人，让人敬而远之。就算处于弱势，蝎子也绝对不服输， 但一切武装都是为了生存，内心深处说不定很脆弱、说不定有苦衷，却总部被他人理解。曾诬蔑唐若琪出卖公司。过后为了要永熙回到自己的身边瞒着他去做人工受孕，谎称自己要出国两周，并在第19集因受到刺激而流产。 代表森林动物：蝎子                                   |

### 主要演员
| 演員     | 角色         | 介紹 |
| 莫小玲   | 冯玲 Sandra  | 凯亿集团员工 Sandra姐 心口不一，是公司里的两头蛇，常在唐若琪、江永熙和程雅莉面前表现得很优秀，实则在背后说三人的坏话。为人笑里藏刀。 代表森林动物：蛇 |
| 陈澍城   | 何国忠       | 凯亿集团员工 外表和藹可親，個性大方，八面玲瓏。实则自私自利深諳职場進退之道。一直吃年轻美眉的豆腐，尤其是婕茜。 代表森林动物：野猪/山猪 |
| 何盈莹   | 林婕茜 Jess  | 凯亿集团员工 公司里的小白兔，容易受惊吓，和关伟棠有感情线。之前被前老板Eddie潜规则过后得到不少好处。 代表森林动物：小白兔 |
| 张哲通   | 钟建廷       | 凯亿集团员工 年輕有為。聰明內歛。勤劳，时常帮同事完成工作，不看人脸色，一直默默努力像头牛。喜欢唐若琪。前女友俐萱每次跟别的男人分手后的“空白期”就找他复合，总是喜欢在他工作时发大量的信息，不断纠缠着他。所以他只好请几天假并向若琪借宿躲避她并向若琪倾诉，指自己对结婚的事感到犹豫，是因为不确定俐萱是否真心喜欢他。之后发现俐萱只是把他当备胎，失望至极。 代表森林动物：水牛 |
| 陈罗密欧 | 关伟棠       | 凯亿集团员工→成伟集团员工 筆鋒犀利，讓人尊敬。他卻為了收入和地位，可以犧牲职场道德。聪明才智，懂得察言观色。如同狐狸狡猾、阴险、毒辣，曾因妒忌钟建廷而到处散播谣言中伤他，和林婕茜有感情线。利用对婕茜的感情让自己在公司的表现出众。若琪刚上班时也常常刁难她。跟钟建廷不同组，所以常常勾心斗角。有一次把公司机密卖给竞争对手，被若琪发现。Olivia就借机陷害若琪，若琪却帮他背起黑锅，才开始醒悟，并在之后追求唐若琪。后来和若琪带着K-Shion的合约一起跳槽到成伟集团。 代表森林动物：狐狸 |
| 郭坤耀   | Focus        | 凯亿集团员工 不断有意无意捣乱公司。高富帅。曾和知名网红谈恋爱，分手过后两人撕破脸。暗恋唐若琪。 代表动物：猴子 |
| 郭亮     | 刘杰生 Titan | 凯亿集团人事部主管 刘心雅的哥哥 代表动物：狮子 |
| 向云     | Ada          | 凯亿集团清洁工人兼茶水间主管→成伟集团清洁部门主管 爱偷听别人说话并散发谣言，为人智慧。过后跳槽到成伟集团做清洁部门主管。 代表森林动物：猫 |

### 其他演员
| 演員     | 角色      | 介紹 |
| 陈锦宏   | Adam      | 凯亿集团员工 因要陷害若琪和Tammy两位新人而制造一场电线短路的意外，结果被发现而遭到开除。 代表动物：乌鸦 |
| 曾诗梅   | 刘心雅    | 唐若琪闺蜜 刘杰生 Titan的妹妹。偶像团体NGB东南亚国际歌迷会正会长。为遭遇老公背叛、小三插足的唐若琪出谋划策，重新找回自信。 |
| 徐绮     | Flora     | 唐若琪闺蜜 偶像团体NGB东南亚国际歌迷会副会长 |
| 林昭婷   | Tammy     | 凯亿集团员工 因电线短路的发生而感到慌张并制造了混乱，把“小小的火花”说成“大火灾”，被Olivia开除了。 |
| 罗美仪   | 白俐萱    | 建廷的女友 白莲花 跟别的男人分手后的“空白期”五度跟建廷复合。嫉妒心极其强烈，总是喜欢在建廷工作时发大量的信息，不断纠缠建廷。建廷只好请几天假并向若琪借宿躲避她。建廷向若琪倾诉，指自己对结婚的事感到犹豫，是因为不确定俐萱是否真心喜欢他。若琪决定在心雅和Flora的帮忙下，试探俐萱的真心。若琪带着“富二代男友”Jeff，假装偶遇建廷和俐萱，她得知Jeff丰厚的家世背景，马上转移目标。 |
| 孙伟廷   | 江子宁    | 唐若琪与江永熙之女儿 Jean的好友，擅长跳街舞。 |
| 暂不确定 | 网红 BOBO | 知名网红 曾经污蔑凯亿集团旗下的商场天花板掉下来使她受伤，狮子大开口想要诈钱。实则在网球场受伤。过后关伟棠为了逼董孝成提前解约，故意找她来散播不实谣言，要让董孝成知难而退。 |

### 特别演出
| 演員   | 角色   | 介紹 |
| 方伟杰 | Max    | 韩国偶像团体NGB团长 潮牌Maximus老板兼创办人 韩裔华侨 |
| 张耀栋 | 郭大华 | Olivia前男友 凯亿集团商场“So Fun Records”CD店主 大华利用CD店洗黑钱。曾和Olivia一起卖翻版CD。一天，Olivia出主意，要找男人和她发生关系，骗取那人的钱，却意外害死阿明。Olivia和那个男的起了争执，误杀了他。大华为了她去坐牢顶罪。经历过种种事情后，大华决定结束CD店的营业，并回去马来西亚。 |
| 陈天文 | 董孝成 | 凯亿集团商场甜品店老板 和太太Carol打离婚官司，争夺女儿Jean的抚养权，后跳楼自杀未遂。 |

### 客串演员
| 演員   | 角色        | 介紹 |
| 詹金泉 | Eddie       | K-Shion总裁 Sophie老公。花心，曾和前员工Jess发生关系。太太Sophie被Olivia利用,和他离婚并夺取K-Shion总裁的位子。唐若琪和关伟棠为了带着K-Shion的合约一起跳槽而讨好他。 |
| 郭蕙雯 | Sophie Chen | Eddie的太太，Olivia好友。Olivia为了阻止关伟棠和唐若琪带走K-Shion合约跳槽而说服她和老公离婚并夺取K-Shion总裁位子，但是她不获董事局的信任，结果落了个空。             |

### 註释
1. ↑  第11集才发现自己其实是只狼。
2. ↑  代表剧中角色何国忠愛对年轻女同事伸出“咸猪手”，并无任何恶意。
3. ↑  此字是多音多意字，可念成“xī”或“qiàn”。根据此剧演员之间的对话，念法是“xī”。[3]
4. ↑  Titan的华文名字是根据第一集所显示的站立式名牌而得知的。

## 奖项
| 年份 | 頒獎典禮         | 獎項                             | 入圍者 | 角色   | 結果 |
| ---- | ---------------- | -------------------------------- | ------ | ------ | ---- |
| 2021 | 《红星大奖2021》 | 最佳男主角 Best Actor            | 方展发 | 江永熙 | 提名 |
| 2021 | 《红星大奖2021》 | 最佳男配角 Best Supporting Actor | 郭亮   | 刘杰生 | 提名 |
| 2021 | 《红星大奖2021》 | 最佳女主角 Best Actress          | 陈凤玲 | 程雅莉 | 提名 |
| 2021 | 《红星大奖2021》 | 最佳女主角 Best Actress          | 林慧玲 | 唐若琪 | 提名 |
| 2021 | 《红星大奖2021》 | 最佳新人 Best Newcomer Award     | 張哲通 | 钟建廷 | 獲獎 |
| 2021 | 《红星大奖2021》 | 最佳戏剧 Best Drama              | 不适用 | 不适用 | 提名 |

## 记事
- 2020年6月，试装完毕。[1]
- 2020年7月，此剧开拍。
- 2020年9月17日，此剧杀青。
- 2020年10月26日，郭亮主持面子书直播记者会。陈凤玲因行程问题选择现场连线方式与网民互动。
- 2020年11月11日，新传媒8频道、Astro AEC及Astro AEC HD首播。
- 2020年11月18日，根据新明日报报道，新传媒8频道将于2020年12月9日由《好世谋2》（华语配音版）接档。
- 2020年11月29日，推出了总共5集的番外篇《实习生的生存记》Interns' Survivor Guide。Focus，该剧的男主角将会诠释实习生如何应对职场上的各种难题，将学习重点传授给职场新鲜人们。[2]
- 2020年11月30日，Astro AEC及Astro AEC HD释出《刺》预告片并由2020年12月9日接档。
- 2020年12月8日，此剧播毕。

## 轶事
- 陈泓宇原本可以参加此剧的拍摄，但是因为新冠肺炎疫情打乱拍摄期导致此剧与全新长寿剧《味之道》撞期而只好二选一。[7]
- 此剧原定3月拍摄但因新冠肺炎疫情影响，最后延至7月开拍。
- 此剧是莫小玲7年后回归的作品。
- 此剧是张耀栋及郭蕙雯继《天空渐渐亮》后再度合作。
- 此剧是何盈莹及郭蕙雯继《谢谢你出现在我的行程里》后再度合作。
- 此剧是方展发、向云、郭蕙雯及陈凤玲继《小娘惹》及《我的左邻右里》后再度合作。
- 此剧是郭亮、向云、张耀栋、陈澍城及陈天文继《心点心》后再度合作。
- 此剧是何盈莹、方展发、向云及陈凤玲继《我的左邻右里》后再度合作。
- 此剧是陈罗密欧及向云继《小人物向前冲》及《快乐王子》后第三度合作。
- 此剧是林慧玲、陈澍城及张耀栋继《祖先保佑2》后再度合作。
- 此剧是郭亮、何盈莹、方展发、羅美儀、郭蕙雯及林慧玲继《警徽天职之海岸卫队》后再度合作。
- 此剧是方展发及林慧玲继《幸福双人床》、《你也可以是天使3》、《警徽天职之海岸卫队》及《衞国先锋》后再度合作。
- 此剧是陈罗密欧、向云及方伟杰继《快乐王子》后再度合作。
- 此剧是方伟杰及林慧玲继《絕世好工》及《真探》后再度合作。
- 此剧是陈罗密欧、张耀栋继《花样人间》、《你那邊怎樣·我這邊OK》及《好世谋2》再度合作。
- 此剧是陈罗密欧、陈凤玲继《衞國先鋒》及《小人物向前冲》后三度合作。
- 此剧是陈罗密欧、方展发、陈凤玲及林慧玲继《衞國先鋒》后再度合作。
- 此剧是陈澍城、陈凤玲和羅美儀继《人生无所谓》及《老友万岁》后再度合作。
- 此剧是陈澍城及方伟杰继《下一站遇见》后再度合作。
- 此剧是林慧玲及陈天文继《致胜出击》后再度合作。
- 此剧是方展发、林慧玲及陈天文继《幸福双人床》后再度合作。
- 此剧是林慧玲、何盈莹、郭亮及向云继《第一主角》后再度合作。
- 此剧是林慧玲、方伟杰、及郭亮继《真探》后再度合作。
- 此剧是陈罗密欧及曾诗梅继《回路网》后再度合作。
- 此剧是陈天文及林慧玲继《谁是凶手？》后再度合作。
- 此剧是林慧玲及陳羅密歐繼《我们一定行！》、《小人物向前冲》、《信約：我們的家園》及《骤变》后再度合作，并4度饰演情侣。

|}

## 赞助
| 頻道                   | 国家     | 節目名稱   | 冠名贊助廠商                                                      | 開始日期       | 結束日期      |
| ---------------------- | -------- | ---------- | ----------------------------------------------------------------- | -------------- | ------------- |
| 新传媒8频道            | 新加坡   | 森林生存记 | 无                                                                | 不适用         | 不适用        |
| Astro AEC Astro AEC HD | 马来西亚 | 森林生存计 | Wonder Dewi by WonderLab （页面存档备份，存于） (Cuckoo Malaysia) | 2020年11月11日 | 2020年12月8日 |

## 電視劇歌曲
| 曲序 | 曲目                           |              | 作曲 | 编曲 | 製作人 | 演唱           |
| ---- | ------------------------------ | ------------ | ---- | ---- | ------ | -------------- |
| 1.   | Drop My Name（主题曲、片尾曲） | 予希，方伟杰 | 予希 | 予希 | 予希   | 方伟杰，饶梓杰 |
| 2.   | 离开地狱表面（插曲）           | 予希，善文   | 予希 | 予希 | BPM    | BPM            |

## 电视节目的变迁
| 新加坡 新传媒8频道 星期一至五 21:00 - 22:00 | 新加坡 新传媒8频道 星期一至五 21:00 - 22:00                                                     | 新加坡 新传媒8频道 星期一至五 21:00 - 22:00 |
| --- | ----------------------------------------------------------------------------------------------- | ------------------------------------------- |
| | 森林生存记 （2020年11月11日—2020年12月8日）                                                     |                                             |
| 機場特警 （2020年10月7日—2020年11月10日） | 好世謀2（华语配音版） （2020年12月9日—2020年12月30日）花花公子 （2020年12月31日—2021年1月27日） |                                             |
| 星期一至五 17:30 - 18:30（重播） |                                                                                                 |                                             |
| 男神不败 （2020年5月31日—2021年7月2日） | 森林生存记 （2021年7月5日—2021年7月30日）                                                       | 花花公子 （2021年8月2日—2021年8月27日）     |
| 星期六至日 16:30 - 18:30（重播） （4月9日，因 17:00 - 18:30 播出《红星大奖2023 星光大道》暂停播出一次） （4月16日，因 14:00 - 18:30 重播《红星大奖2023》暂停播出一次） |                                                                                                 |                                             |
| 攻星计 （2023年2月5日—2023年3月18日） | 森林生存记 （2023年3月19日—2023年4月29日）                                                      | 花花公子 （2023年4月30日—2023年6月3日）     |

| 马来西亚 Astro AEC、Astro AEC HD 星期一至五 20:30 - 21:30 | 马来西亚 Astro AEC、Astro AEC HD 星期一至五 20:30 - 21:30                   | 马来西亚 Astro AEC、Astro AEC HD 星期一至五 20:30 - 21:30 |
| --------------------------------------------------------- | --------------------------------------------------------------------------- | --------------------------------------------------------- |
|                                                           | 森林生存计 （2020年11月11日—2020年12月8日）                                 |                                                           |
| 好世謀2（方言原音版） （2020年10月20日—2020年11月10日）   | 刺 （2020年12月9日—2020年12月30日）花花公子 （2020年12月31日—2021年1月27日) |                                                           |